# Urbanització de Sant Pere Màrtir (Olot)
La Urbanització de Sant Pere Màrtir és una urbanització del municipi d'Olot inclosa en l'Inventari del Patrimoni Arquitectònic de Catalunya.

## Descripció
Urbanització feta en un puig; es va guardar la part alta per fer la plaça porxada i l'església dedicada a Sant Pere Màrtir. Va néixer amb la tipologia d'eixample, que fou dita "dels pobres", en comparació amb l'eixample Malagrida. Va ser projectada pels arquitectes Joaquim M. Masramon i Ignasi Bosch entre els anys 1951 i 1956. S'hi varen bastir tres-cents trenta-dos habitatges seguint l'esquema de ciutat jardí; en general són cases unifamiliars, enganxades de dues en dues, cada una amb el seu propi jardí; els murs són arrebossats i els teulats a dues aigües.
Disposen de planta baixa i pis superior. Els carrers són estrets, d'una sola direcció, amb arbres a cada costat. Hi ha nombroses escalinates per tal de comunicar uns carrers amb els altres. Cal destacar una gran galeria situada a la part alta del carrer dels Geranis, que servia per anivellar el terreny i per comunicar les cases situades al carrer superior.

## Història
L'ordenació i els dissenys foren popularistes, que tenen tant de revival noucentista com d'influx dels arquitectes de la Dirección de Regiones Devastadas i de l'Instituto Nacional de Colonización. El fet comporta l'assimilació dels conceptes d'estandardització, tipologies combinables, etc., que tingueren tant una part del Noucentisme popular com del racionalisme. També s'ha construït un grup de cases de l'Obra Sindical del Hogar al barri de Sant Miquel.